# Travelin' Band
«Travelin 'Band»  es una canción escrita por John Fogerty y originalmente grabada por la banda de rock estadounidense Creedence Clearwater Revival. Es la tercera canción que forma parte del quinto disco de estudio de la banda Cosmo's Factory, editado en 1970. 
La canción fue inspirada, tanto musical como vocalmente por Fogerty, por las canciones de Rock and roll de los 50's, en particular a las canciones de Little Richard. Su título «Travelin' Band» (en español: Banda viajera) y su letra; describen cómo es la vida de un músico en la carretera.
En octubre de 1972, la empresa que llevó a cabo los derechos de publicación de Little Richard «Good Golly, Miss Molly», consideró que "Travelin 'Band", llevaba suficientes similitudes como para justificar una demanda de plagio, que luego fue resuelto fuera de los tribunales. 
Esta canción ha sido versionada por múltiples artistas como: Elton John, Bruce Springsteen, Jerry Lee Lewis,  Miranda Lambert, Carrie Underwood, Brad Paisley, Charlie Daniels, Rata Blanca, etc. También se ha utilizado esta canción, en películas, series de televisión y videojuegos.

## Lista de posiciones
| Clasificación (1970)                  | Posición |
| ------------------------------------- | -------- |
| Alemania (Offizielle Deutsche Charts) | 4        |
| Australia (ARIA)                      | 4        |
| Austria (Ö3 Austria Top 40)           | 8        |
| Bélgica (Flandes) (Ultratop 50)       | 1        |
| Bélgica (Valonia) (Ultratop 50)       | 3        |
| Canadá (RPM Top Singles)              | 4        |
| Estados Unidos (Billboard Hot 100)    | 2        |
| Francia (IFOP)                        | 6        |
| Irlanda (IRMA)                        | 8        |
| Noruega (VG-lista)                    | 4        |
| Reino Unido (UK Singles Chart)        | 8        |
| Suiza (Schweizer Hitparade)           | 4        |